# Timidin-monofosfat
Timidin monofosfat, ili Dezoksitimidin monofosfat, 5'-timidilna kiselina, timidilat, TMP, i ređe dTMP, je nukleotid koji je jedan od DNK gradivnih blokova. Ovo jedinjenje je estar fosforne kiseline sa nukleozidom timidinom. TMP se sastoji od fosfatne grupe, pentoznog šećera dezoksiriboze, i nukleobaze timina. Kao supstituent, on se oslovljava prefiksom timidilil-.

## Literatura
- Кораћевић, Даринка; Бјелаковић, Гордана; Ђорђевић, Видосава. Биохемија. савремена администрација.  86-387-0622-7.

## Spoljašnje veze
- Thymidine+monophosphate на 